# Psyrana amaiensis
Psyrana amaiensis är en insektsart som beskrevs av Ichikawa 2001. Psyrana amaiensis ingår i släktet Psyrana och familjen vårtbitare. Inga underarter finns listade i Catalogue of Life.